# Houngan

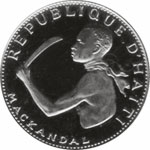
Mackandal (¿?-1758), líder de un grupo de esclavos rebeldes durante el régimen colonial francés en Haití, reputado como houngan.

Houngan (del fon; "gan hun") término creole que designa al sacerdote, chamán u oficiante varón de los rituales de la religión vudú haitiana, en tanto que la sacerdotisa u oficiante femenina se conoce como mambo. Hay dos rangos de houngan: asogwe houngan (alto sacerdote, con autoridad para ordenar a otros) y sur pwen houngan (sacerdote joven). El houngan actúa preferentemente en una especie de "parroquia" o área territorial de influencia, que recibe el nombre de hounfo. 

## Funciones espirituales
Según los creyentes, el houngan posibilita la intervención en el plano material de diversas entidades espirituales, llamadas loas, que pueden ser benignas, malignas o amorales. Con la ayuda de estos loas, el houngan (o la mambo, si se trata de una mujer) podrían conseguir curaciones, información e influir -en general- en la naturaleza y los acontecimientos. Más concretamente, el hougan: efectúa curaciones, realiza ceremonias para llamar o apaciguar espíritus, dirige iniciaciones, adivina el futuro, interpreta sueños, lanza hechizos, crea protecciones contra hechizos ajenos y prepara pociones para diversos fines (filtros de amor y venenos mortales). Todo esto, en teoría debe ser hecho con fines benéficos, pues de lo contrario (de usarse las supuestas habilidades malignamente) el houngan pasa a ser un brujo o hechicero, denominado bokor o bokós.
El houngan también actúa como guardián de la tradición y cultura vudú, manteniendo el conocimiento sobre relatos, canciones, fórmulas y diversos saberes prácticos relacionados con la creencia. Pero aunque, al igual que las mambo, preside las ceremonias de la religión, estás son completamente participativas, y pululan en ellas otros co-celebrantes (el LaPlace o maestro de ceremonias, el hounganikon que dirige música y baile, las hounsi que asisten a las mujeres) y cualquier prosélito podría ser "montado" o poseído por el espíritu lua en el transcurso del servicio.

## Historia
El houngan Dutty Boukman (jamaicano de nacimiento) presidió en 1791 una ceremonia en la que un grupo de esclavos se juramentó contra la esclavitud. Días después Boukman condujo la rebelión contra los blancos, por lo que es considerado tradicionalmente como el primer iniciador de la revolución haitiana, que desembocó finalmente a la independencia del país. Desde la figura emblemática de Boukman (y aún décadas antes, a partir de la rebelión del houngan Mackandal) los oficiantes del rito vudú han tenido un papel importante en la historia del ejercicio del poder en Haití.
A raíz de la expulsión de los blancos franceses y asesinato de muchos de ellos (lo que incluyó sacerdotes católicos) durante la independencia del país, la Santa Sede clausuró cualquier relación con Haití entre 1804 y 1860. Durante esos 56 años fue que los houngans y mambos actuaron sin encontrar resistencia o represión, pudiendo erigir al vudú en una verdadera religión nacional haitiana, la que sin embargo hasta hoy conserva muchos elementos de sincretismo con la creencia cristiana.
Durante su dictadura François Duvalier se sirvió activamente del vudú, consiguiendo la fidelidad de varios houngans a su pastiche ideológico, el "miriste". El dictador aseguraba, por ejemplo, que había logrado consolidar su apoyo en las rurales regiones montañosas del país gracias a la ayuda de los hougans. Por lo mismo, al caer el régimen en 1986, en tiempos de su hijo Jean-Claude, numerosos hougans fueron objetos de ataques violentos, aunque ya en ese entonces "Baby Doc" -como era conocido Jean-Claude Duvalier- no habría estado tan interesado como su padre ("Papa Doc") en la conexión entre vudú y política.

## Hounganscélebres
- François Mackandal, considerado precursor de la independencia haitiana, quien en 1757 escapó de la esclavitud y organizó un grupo de resistencia, habría ejercido como houngan.[7] Inspira parte de la novela de Alejo Carpentier El reino de este mundo.
- Dutty Boukman, iniciador de la revuelta de los esclavos haitianos en 1791.
- Hector Hyppolite (1894-1948), pintor haitiano, decía ser houngan.[8]
- Se afirma que el pirata y sacerdote católico español renegado de la primera mitad del siglo XIX, Domingo Muñoz, habría sido un houngan o, en su defecto, un bokor.[9]
- Francisco Daniel Fernández,  el primer houngan blanco que se conoce. Ungido con el título de "Elefante Blanco", presidente de la Corte de Arión  hasta su muerte el 9 de octubre de 1987.
- Francisco Guillermo Fernández, presidente actual de la Corte de Arión, heredero del Título nobiliario de Elefante Blanco desde  enero de 1988 hasta el presente,  fue elegido en forma unánime por los miembros activos de las tres Cortes conocidas en enero de 2010 como beneficiario del título de Anciano vudú,  convirtiéndose a los 40 años en el anciano más joven de la historia.presente.